# Adolf Wiklund (componist)
Adolf Wiklund (Långserud, 5 juni 1879 – Stockholm, 2 april 1950 ) was een Zweeds componist en dirigent.

## Achtergrond
Adolf Wiklund werd geboren in een muzikaal gezin van Peter Johan Wiklund en Kristina Lindberg. Adolfs broer Viktor Wiklund werd eveneens pianist en dirigent. Vader was organist en leraar in Karlsborg, alwaar Adolf Wiklund opgroeide. Hij ging naar school in Eskilstuna. In 1915 werd hij toegelaten tot de erelijst van Kungliga Musikaliska Akademien. Hij was zelf getrouwd met Ingid Viola Wiklund (overleden 1954). Uit dat huwelijk is een dochter Inga Wiklund bekend. Adolf met vrouw Ingrid Viola en Viktor en diens vrouw Hedvig liggen begraven in een familiegraf in Stockholm.

## Muziek
Hij kreeg zijn opleiding aan het Kungliga Musikhögskolan i Stockholm bij onder andere Richard Andersson, zowel als organist als muziekdocent. Docent in contrapunt en compositieleer was Johan Lindegren. Hij mocht door een staatsbeurs en een Jenny Lindbeurs verder studeren in Zweden, Parijs en Berlijn (bij James Kwast) , maar deed dat voornamelijk op de piano. Zo speelde hij de solopartij in het door hemzelf geschreven Concertstuk van piano en orkest, tevens zijn opus 1.  In 1907 dirigeerde hij een orkest in Karlsruhe en in 1908 was hij repetitor in Berlijn. Vanaf 1911 legde hij zich nog meer toe op het dirigentschap. Hij stond van 1911 tot 1924 voor het Kungliga Hovkapellet, was muzikaal leider van de Koninklijke opera in Stockholm en dirigeerde destijds ook de voorloper van het Stockholm Philharmonisch Orkest. In 1921 had hij twee maal de leiding over het Wiener Philharmoniker.

### Werken
De volgende werken van hem zijn uitgegeven:
- opus 1: Concertstuk voor piano en orkest
- opus 3: Tre stycken (voor piano)
- opus 5: Sonate voor viool en piano
- opus 7: Lykken i min sjaell/Jeg synes, att verder skinner (twee liederen)
- opus 8: Tre intermezzi (voor piano)
- opus 9: Vier lieder voor zangstem en orkest
- opus 10: Pianoconcert nr. 1
- opus 12: Fyra sånger (voor zangstem en piano)
- opus 14: Vier lyrische Stücke (voor piano)
- opus 15: Stamningar
- opus 17: Pianoconcert nr. 2
- opus 19: Sommarnatt och soluppgång, symfonisch gedicht voor orkest, première 20 februari 1919 onder leiding van de componist
- opus 20: Symfonie; première 19 januari 1923, Hovkapellet onder leiding van componist
- een tweede sonate voor viool en piano
- een strijkkwartet
- Drie stukken voor harp en strijkorkest (1924)

- Bibsys: 99014882
- Bibliothèque nationale de France: cb148472601 (data)
- Gemeinsame Normdatei: 123939062
- International Standard Name Identifier: 0000 0000 5273 8999
- Library of Congress Control Number: n83151235
- Nationale Bibliotheek van Letland: 000312431
- MusicBrainz: a275be89-7bd2-418a-8a85-2f48b6e1a1b7
- Nationale Bibliotheek van Polen: a0000002903583
- Nederlandse Thesaurus van Auteursnamen: 097443085
- Istituto Centrale per il Catalogo Unico: MUSV074877
- LIBRIS: 208567
- SNAC: w64b3npg
- Virtual International Authority File: 24793796
- WorldCat: E39PBJqqpT3D7x4Ct9HvJTcdcP